# Чърава (община)
Чърава или Черава (на албански: Komuna Çërravë) е бивша община в Албания, Окръг Поградец, област Корча. В 2015 година е слята с община Поградец.
Общината обхваща 11 села. Намира се в югоизточната част на страната южно от Охридското езеро, до границата със Северна Македония. Центърът ѝ е в едноименното село Чърава със старо име Чернево. Общината има смесено население от албанци християни и мюсюлмани.